# Список вулиць Львова (Ж)
Список усіх вулиць Львова, що починаються на літеру Ж
У списку вулиці подані за алфавітом. Назви вулиць на честь людей відсортовані за прізвищем і подаються у форматі Прізвище Ім'я і/або Посада. Якщо вулиця названа за цілісним псевдонімом або прізвиськом, то сортування відбувається за першої літерою псевдоніма або імені, тобто Лесі Українки — на літеру Л, Марка Вовчка, Марка Черемшини — на М, Олени Пчілки — на О, Панаса Мирного — на П, Янки Купали — на Я тощо.
Курсивом позначені зниклі вулиці.
Колір фону у списку залежить від типу урбаноніма.
| Назва          | Тип    | Колишні назви                                                                     | Район          | Місцевість | Рік затв. | Джерела              |
| -------------- | ------ | --------------------------------------------------------------------------------- | -------------- | ---------- | --------- | -------------------- |
| Жасминова      | вулиця | Гідротехнічна                                                                     | Личаківський   | Снопків    | 1993      | ВЛ, ПСВЛ, ВП, Л      |
| Ждахи Амвросія | вулиця | Артільна                                                                          | Шевченківський | Голоско    | 1993      | ВЛ, ПСВЛ, ІВЛ, ВП, Л |
| Жижки Яна      | вулиця | Мала Краковска, Каміньскєґо, Штейнґассе, Камінського                              | Галицький      | Центр      | 1950      | ВЛ, ПСВЛ, ІВЛ, ВП, Л |
| Житня          | вулиця | Крутка (Сигнівка); Житня, Роґґенґассе                                             | Залізничний    | Сигнівка   | 1944      | ВЛ, ПСВЛ, ВП, Л      |
| Житомирська    | вулиця | Князєвіча, Йоганн Штраусґассе, Князевича                                          | Залізничний    | Новий Світ | 1946      | ВЛ, ПСВЛ, ВП, Л      |
| Жнивна         | вулиця | Польна (Клепарів)                                                                 | Шевченківський | Клепарів   | 1933      | ВЛ, ПСВЛ, ВП, Л      |
| Жовківська     | вулиця | На Коритах, Коритна, Свєньтеґо Марціна, Мартінґассе, Святого Марціна, Декабристів | Шевченківський | Підзамче   | 1993      | ВЛ, ПСВЛ, ВП, Л      |
| Журавлина      | вулиця |                                                                                   | Залізничний    | Сигнівка   | 1957      | ВЛ, ПСВЛ, ВП, Л      |